# Recommended Records
Recommend Records (RéR) is een Brits onafhankelijk platenlabel en distributienetwerk, opgericht door Chris Cutler in 1978. RéR biedt hoofdzakelijk "Rock in Opposition" en verwante muziek, maar verdeelt ook een selectie aan andere muziek via andere onafhankelijke labels.
Recommended Records groeide van "Ré", een privaat platenlabel in 1978, uit tot "RéR Megacorp" in 1998, een internationaal erkende onafhankelijke platenmaatschappij, met verdelers wereldwijd. Het label heeft in zijn geschiedenis constant nieuwe en interessante artiesten van over de hele wereld geïntroduceerd, waarvan velen waarschijnlijk nooit muziek hadden kunnen uitbrengen bij traditionele labels. Het label plaatste altijd de artiest eerst, commerciële levensvatbaarheid kwam op een tweede plaats.

## Geschiedenis
Toen de Engels avant-garde rockgroep Henry Cow tussen 1975 en 1977 doorheen Europa toerde, kwamen ze in contact met verschillende bands die zich in eenzelfde situatie bevonden. Samen zagen ze zich verplicht om actief te zijn buiten de traditionele muziekindustrie die weinig erkenning had voor hun muziek. In 1978 kwamen enkele van deze bands samen om de Rock In Opposition (RIO) beweging te vormen, "een collectief van bands, verenigd in hun weerstand tegen de muziekindustrie en de druk om hun muziek te compromitteren".  Toen Henry Cow in 1978 splitte, creëerde groepslid Chris Cutler  het platenlabel "Ré" voor eigen uitgaven, met een distributie-arm "Recommended Distribution", zo genoemd omdat hij persoonlijk de verdeelde titels aanbeval. Het was de bedoeling nieuwe, interessante en experimentele muziek van over de hele wereld te importeren en te verdelen.
In 1979 creëerde Cutler ook een platenlabel "Recommended", voor andere dan zijn eigen uitgaves. In 1987 combineerde hij de labels Ré en Recommended en vormde "RéR". Cutler stapte uit Recommended Distribution dat een coöperative werd, zodat hij zich kon concentreren op het label en op RéR's postordercataloog. Tegen 1989 was het distributiebedrijfje echter zwaar in schulden gekomen, en Cutler werd verplicht opnieuw een eigen distributiesysteem op te zetten, waarbij RéR nu "RéR/Recommended" werd. Recommended Distribution werd "These Records", een verwant label. Later werd RéR/Recommend "RéR Megacorp", en zette men ook een website en online winkelmogelijkheden op.

## Sublabels
Recommended Records heeft een aantal sublabels:
- Points East (opgericht om experimentele muziek uit Centraal-Europa te verdelen)
- Fred Records (toegespitst op het heruitbrengen van de catalogus van uitgaves van Fred Frith en niet eerder uitgebracht materiaal)
- verschillende kleine labels diende voor het uitbrengen van werk van bepaalde artiesten

## Verwante labels
Een verdeelnetwerk van labels waarmee wordt samengewerkt bestaat wereldwijd, om experimentele, ongewone en innovatieve muziek te promoten. Hoewel dit afzonderlijke labels zijn, wordt soms samengewerkt of wordt eenzelfde muzikale ethiek gedeeld:
- Ad Hoc Records (RēR USA label)
- These Records (onafhankelijk UK-label en postorder shop)
- RecRec (ReR Zwitserland, een onafhankelijk Zwitsers label)
- Review Records (ReRe Duitsland, een onafhankelijk Duits label)
- No Man's Land (een sublabel van Review (ReRe) Records)
- AYAA (Recommended Frankrijk, een onafhankelijk Frans label)
- Cuneiform Records (Amerikaanse distributeur van RéR, en onafhankelijk Amerikaans label)

## Artiesten
Dit zijn enkele van de artiesten waarvan muziek is verschenen of heruitgebracht op het Recommended Records platenlabel.
| - 5UU's - Absolute Zero - After Dinner - AMM (band) - Paulo Angeli - Arcane Device - Art Bears - Biota - Blast - Peter Blegvad - Cassiber - Lindsay Cooper - Chris Cutler - Peter Cusak - Tom Dimuzio - Tod Dockstader - Bob Drake - The (ec) Nudes - Fat - Faust - Janet Feder | - Fred Frith - Lutz Glandien - Ground Zero - Haco - Hail - Henry Cow - Tim Hodgkinson - The Homosexuals - Robert Iolini - Kalahari Surfers - Erno Kiraly - Boris Kovac - Steve MacLean - Christian Moore Marclay - Albert Marcoeur - The Mnemonist Orchestra - The Necks - News from Babel - Ossatura - John Oswald | - p53 - Zeena Parkins - Quatre Guitaristes - Lesego Rampolokeng - James Reichert - Jocelyn Robert - Jon Rose - The Science Group - Sun Ra - Thinking Plague - This Heat - Jack Vees - Michael Vogt - Vril - Charles Vrtacek - Lauren Weinger - When - Wondeurbrass - ZGA - ZNR |